# Fau-de-Peyre
Fau-de-Peyre är en kommun i departementet Lozère i regionen Occitanien i södra Frankrike. Kommunen ligger i kantonen Aumont-Aubrac som tillhör arrondissementet Mende. År 2018 hade Fau-de-Peyre 188 invånare.

## Befolkningsutveckling
Antalet invånare i kommunen Fau-de-Peyre
| Referens: INSEE |